# アリストロキア・トリカウダタ
アリストロキア・トリカウダタ（学名：Aristolochia tricaudata）はウマノスズクサ科ウマノスズクサ属の常緑低木。

## 特徴
ジグザグ状の枝をもち、葉は卵状披針形。花柄は非常に長く、褐色の花を咲かせる。
アリストロキア・サルバドレンシスに近縁で、樹姿や葉形が似ている。森の高木の下に育ち、高さ4–5 mほどの低木状になる。花は葉腋に単生する。開花時に腐臭を放ち、ハエを誘引し花粉を媒介させる。種小名tricaudataは3本の尾を意味し、萼片に垂れ下がる3本の付属物にちなむ。

## 分布と生育環境
メキシコ南西部オアハカ州、チアパス州の雲霧林内に生育。

## ギャラリー
アリストロキア・トリカウダタ（2024年11月 咲くやこの花館）
- 花
- 互生する葉
- 樹姿